# Doc(k)s
DOC(K)S est une revue de poésie contemporaine internationale, qui explore les formes visuelles, sonores, numériques, actions  et expérimentales qui ont marqué les XXe siècle et celles en cours au XXIe siècle  . Elle est actuellement co-dirigée et éditée depuis 2022 par les Editions Eoliennes basées à Bastia et le collectif Poésie is not dead, basé à Paris et à Charleville.

## L'évolution de la revue
DOC(K)S est fondée, en France en 1976, par Julien Blaine, poète, qui en assume la direction et l'édition jusqu'en 1989. À cette date, Julien Blaine choisit de transmettre la publication de DOC(K)S, puis (1990-91) souhaitant que l’aventure reprenne, en propose la direction et responsabilité éditoriale à Akenaton (Philippe Castellin, Jean Torregrossa), groupe de poètes engagé depuis le milieu des années 1980 dans une démarche intermedia. Depuis le décès de Philippe Castellin  en octobre 2021, il a été proposé en 2022 au collectif Poésie is not dead de reprendre la direction avec les Éditions Éoliennes.
Depuis 1976, 140 numéros, fort copieux pour certains, ont été publiés qui se répartissent en 5 "séries".
1. La première (1976-1987) dominée par l’investigation systématique de pratiques poétiques issues de zones géographiques ignorées en Europe en général et en France en particulier.
2. La seconde (1987-1989) caractérisée par une structure moins souple, organisée en rubriques récurrentes et selon un modèle plus classique.
3. La troisième (1990-2007) identifiée par des numéros "thématiques" et mise en œuvre par Jean Torregrossa et Philippe Castellin, s'apparentant à des "chantiers", grâce notamment à sa liaison au numérique (web, CD, DVD, poésie programmée, etc.) a gagné rapidement une place majeure en France et une notoriété internationale[3]
4. La 4° série, initiée en 2006-2007, se différencie de la précédente par l’actualisation du comité international et par le retour de Julien Blaine au sein du comité de rédaction, pour la publication du numéro "Théories/Poésies : « la poésie_entre_deux_siècles ». Au-delà, présence du numérique, format et apparence de la revue, choix de travailler par "chantiers", etc., 3° et 4° séries se différencient peu et la charge éditoriale continue à être assumée par Akenaton[4].
5. La 5° série, depuis 2023, intitulé "Laboratoire expérimental des langages poétiques" est dans la continuité éditoriale des précédentes tout en intégrant des nouvelles sections, notamment un chapitre dédié à la typographie expérimentale. Le format multimédia évolue (Poésie Sonore, Poésie Action/Performances, Vidéos-Poèmes, Poésie Numérique), le DVD étant remplacé par une carte USB.
6. Numéro Spéciaux : Doc(k)s "Mode d’Emploi" (Éditions Al Dante), 2002 & Doc(k)s "Morceaux choisis" (Éd. Al Dante), 2014.

## Revue et matière poétique
Les 5 « séries » partagent en fait le même « programme ». Il s’agit en premier lieu d’intégrer au matériau poétique la totalité des éléments sémiologiques, depuis l'écriture ou le texte envisagés plastiquement, jusqu’à l'image, au graphisme, et à l’ensemble des signes ou effets liés à la voix, au corps, au geste performatif. Cet élargissement de la gamme des signifiants rapporte DOC(K)S aux Avant-Gardes du début du XXe siècle et (concrets, visuels, sonores, action/performatif et numérique) aux multiples courants de l'expérimentation poétique internationale, avec lesquels il partage l’intention d’élargir la diffusion poétique au-delà du circuit de la vie littéraire en l'insérant dans le monde contemporain, ses medias, et son langage.
Logique avec ce programme (d'ailleurs plus mis en œuvre qu’abstraitement énoncé), DOC(K)S efface volontairement et constamment les rôles et les distinctions : entre « genres » comme entre versant  créatif et technique. La revue est réalisée par des poètes qui y assument des fonctions de typographe, maquettiste, réalisateurs vidéo ou programmeurs, afin d’intégrer créativement au registre des signes poétiques tous les paramètres de l'objet imprimé comme ceux des produits électroniques.
Par le souci pratique accordé aux valeurs de l'écriture, par les multiples traitements auxquels il soumet chaque page jusqu'à la rendre image, DOC(K)S se distingue sensiblement de toutes les autres "revues de poésie" et, malgré la diversité du matériau qu'il articule, réussit à se constituer lui-même en objet poétique de second rang, macro-poème doté d'une identité immédiatement différencié par sa langue syncopée, riche en collages cut-up et détournements.

## L'ouverture au format numérique
La cohabitation non redondante, (à partir de 1996) du support imprimé, du web et des supports électroniques (CD, DVD, Carte USB) encartés dans la revue « papier », permet en outre que DOC(K)S, lié au site du même nom, s’affirme depuis lors comme un dispositif complexe échappant au standard des revues littéraires ou poétiques. Un objet ouvert en devenir permanent.

## DOC(K)S, lieu de croisements
Les modalités de fonctionnement de la revue renforcent ces traits. Sans cesse et dès son nom, qui réfère conjointement aux documents qu'on livre et aux opérations d’import/export, DOC(K)S s'est en effet défini comme nexus au sein d'un réseau international cousin du mail art et annonciateur du web, réseau qui, nourrissant par ses envois chacune des parutions, en fait un véritable « meeting/melting point » à l’échelle de la planète.
Pareil modèle a permis à DOC(K)S, aux antipodes de tout nombrilisme culturel, de "révéler" certains noms, majeurs de la poésie mondiale, sans jamais fermer la porte à des auteurs encore inconnus - ou voués à le demeurer. En quelque 25 000 pages, 3000 poètes de toutes origines ont ainsi pu se rencontrer et faire entendre leurs singularités, inventaire provoquant un élargissement inédit de la vision que nous pouvons avoir de la poésie contemporaine.
Entre les XXe et XXIe siècles, DOC(K)S signe par là le passage de l'âge des groupes verticalement structurés et idéologiquement saturés à celui des réseaux  horizontaux, transversaux et affinitaires. Par la logique de communication créative qu’il instaure, DOC(K)S réfère à l'univers électronique et au village polymorphe de Mac Luhan, tandis que, par l’hybridation  des codes, il relève de l’universel espéranto numérique; on ne s'étonnera pas que l’une des parutions de la 3° série ait été (96-97, en collaboration avec Alire) consacrée à la « poésie animée par ordinateur». Livraison  accompagnée du premier CD-Rom de poésie de ce type jamais publié.

## Expositions
Expositions au Centre Georges Pompidou : 
14 oct. 1982 — à  l'occasion du 20ème anniversaire de la revue Doc(k)s, lecture de poèmes parus à partir de 1962.
Présentation de Julien Blaine et Blaise Gautier. 20h30, Petite salle.
18 juin 1982 – CHINE : LES ARTISTES NON-OFFICIELS ET LE MOUVEMENT DEMOCRATIQUE, Débats animé par JULIEN BLAINE
Animateur de la revue DOC(K)S, ce poète a réuni dans le dernier numéro de son périodique les textes et les travaux des poètes du groupe AUJOURD'HUI (JINISIAN) et les travaux des poètes du groupe des ETOILES (XING-XINC).
Autres expositions : 
Avec Doc(k)s - Galerie 103 (Nice 1977); 
Avec Doc(k)s - Galerie Arlogos  (Nantes 1979);
Doc(k)s & l’ambigüité est belle - Centre européen de la Poésie (Avignon 2014)  
Exposition rétrospective avec toutes les revues de DOC(K)S (de 1976 à 1995) était organisée par Guy Bleus dans son espace artistique 'E-mail art archives' à Hasselt, Belgique (avril - mai 1995),.
Exposition rétrospective (de 1976 à 2018) de la revue à Charleville-Mézières (2018) dans le musée Arthur Rimbaud "Maison des ailleurs" (Maison natale d'Arthur Rimbaud) organisé par le collectif Poésie is not dead.
Exposition rétrospective et actuelle (de 1976 à 2023) à la bibliothèque Marguerite Audoux (Paris III) du 1er Juin au 20 juillet 2023 dans le cadre des Périphéries du Marché de la Poésie de Paris  et de la reprise de Doc(k)s par Poésie is not dead et les Editions Eoliennes.
Exposition rétrospective (de 1976 à 2024) et présentation du premier numéro de la cinquième série à la Galerie El Taller (13) à Ille-sur-Têt (Occitanie) du 29 mars au 14 avril 2024 dans le cadre des du festival ILLA DELS POETES.

## Sources
- Philippe Castellin, DOC(K)S mode d’emploi, histoire formes et sens des poésies expérimentales, éditions Al dante, 2004.
- « De DOC(K)S » - in Un destin pour Marseille, éditions Via Valeriano;, 1994.
- Article « DOC(K)S » dans le Dictionnaire de poésie de Baudelaire à nos jours, coordonné par Michel Jarrety, éditions, P.U.F, 2001.